# Macrosamanea pubiramea
Macrosamanea pubiramea là một loài thực vật có hoa trong họ Đậu. Loài này được (Steud.) Barneby & J.W.Grimes mô tả khoa học đầu tiên.